# 彭薩科拉海軍航空基地

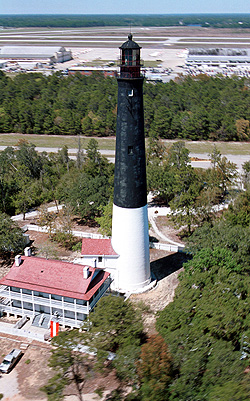
美国在佛罗里达海岸建造的第一座灯塔

彭萨科拉海军航空站(英語：Naval Air Station Pensacola) （過去曾使用为 NAS/KNAS，直到 1970 年左右改为以使拿索国际机场，现林登平德林国际机场使用 IATA 代码 NAS），人稱「海军航空的摇篮」，是美國佛羅里達州彭萨科拉市西南部社区沃灵顿旁边的美国海军基地。彭薩科拉海軍航空站以作為所有美国海军、海军陆战队和海岸警卫队军官追求成為海军航空兵和海军飞行军官的初始初级训练基地、大多数海军飞行军官的高级训练基地、以及美國海軍藍天使特技飛行隊的大本营。

## 歷史
現在彭薩科拉海軍航空基地所在之處曾由不同國家控制。 1559年，西班牙探險家特里斯坦·德·盧納在聖羅莎島 (佛羅里達州)上建立一個殖民地，該島被認為是彭薩科拉地區的第一個歐洲定居點。西班牙人於1697年至1698年在這片斷崖上建造木製的奧地利聖卡洛斯（西班牙語：San Carlos de Austria）堡。雖然在1707年被印第安人包圍，但堡壘並沒有被佔領。西班牙在北美與法國人競爭，後者定居在路易斯安那州下游和伊利諾伊州及北部地區。法國人1719年佔領彭薩科拉時摧毀這座堡壘。英國在七年戰爭中擊敗法國並與西班牙交換部分領土後，英國殖民者於1763年接管該地與西佛羅里達。
1781年，作為美國獨立戰爭期間美國反抗軍的盟友，西班牙人佔領彭薩科拉。戰後，英國將西佛羅里達割讓給西班牙。西班牙人於 1797年完成了巴蘭卡的聖卡洛斯（西班牙語：San Carlos de Barrancas）堡 。巴蘭卡在西班牙語中是丘的意思。這種自然地形特徵使這個位置成為堡壘的理想選擇。
1812年戰爭期間，彭薩科拉於1814年11月被安德魯·傑克遜將軍佔領。英國軍隊在橫掃該地區時摧毀聖卡洛斯堡。西班牙人一直控制著該地區，直到1821年亞當斯-奧尼斯條約確認美國購買西屬佛羅里達，西班牙將這片領土割讓給美國。
1825年，美國將該地區指定為彭薩科拉海軍造船廠，國會撥款6,000美元建造燈塔，並於該年投入使用。據說那裏有一位被妻子謀殺的燈塔看守人的鬼魂出沒。 巴蘭卡斯堡於1839年至1844年重建，美國陸軍於1947年4月15日將其停用。 1960年被指定為國家歷史遺址，1971年將該遺址的控制權移交給國家公園管理局。在1971年至1980年期間進行大規模修復後，巴蘭卡斯堡向公眾開放。該地有一個遊客中心。 

### 文職僱員
僱用文職人員始於1826年4月。當時在彭薩科拉海軍造船廠（也稱為沃靈頓海軍造船廠）建造第一批建築。彭薩科拉後來成為全國裝備最好的海軍基地之一，但早期的海軍基地受到招募和勞動力問題的困擾。當地根本沒有技術工人，住房有限，彭薩科拉的生活條件很艱難。起初，熟練的人員是從波士頓和其他北部海軍基地招募的。許多這些新的文職僱員對當地條件，尤其是他們的工資和工時不滿意。結果，1827年3月14日發生第一次工人罷工。 梅蘭克森·泰勒·伍爾西上校能夠對工作日進行充分的調整，這些人在幾天後重返工作崗位。 
阻止軍人和文職僱員留在彭薩科拉的一個因素是缺乏適當的醫院。1828年11月3日，佛羅里達州巴蘭卡斯海軍醫院的負責醫師、海軍外科醫師艾薩克·赫爾斯 給梅蘭奇通·泰勒·伍爾西 ( 英語：Melanchthon Taylor Woolsey) 准將寫一份狀態報告，詳細涵蓋1828年3月至11月期間66名入院的海軍士兵和陸戰隊員姓名和軍銜、診斷或其受傷的性質，以及他們出院或死亡的日期。由於黃熱病和瘧疾的流行，彭薩科拉的死亡率仍然很高。許多海軍官兵認為海軍造船廠是一項不健康且可能致命的任務。例如，1826 年7月，海軍建造師塞繆爾·奇普(英語：Samuel Keep)在給他的兄弟的信中強調說：「除非我不得不這樣做，否則我不會留在這裡。」儘管醫學界做出英勇的努力，黃熱病仍間歇性地重訪海軍基地，例如 1835、1874、1882 年等。黃熱病僅在1901年沃爾特·里德的努力下獲得控制。 

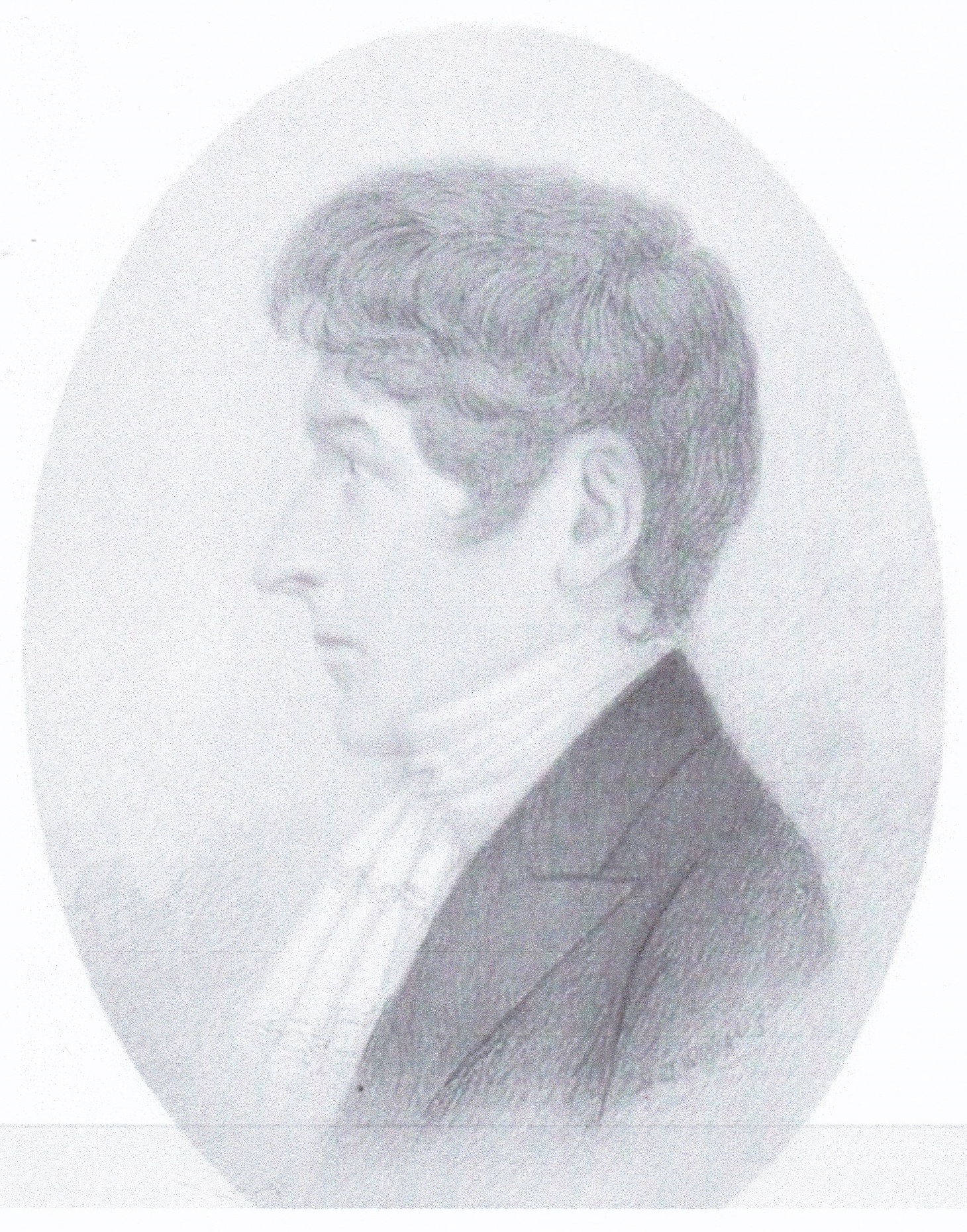
海軍外科醫生艾薩克·赫爾斯(Isaac Hulse) (1797 - 1856) 年輕時的素描像。

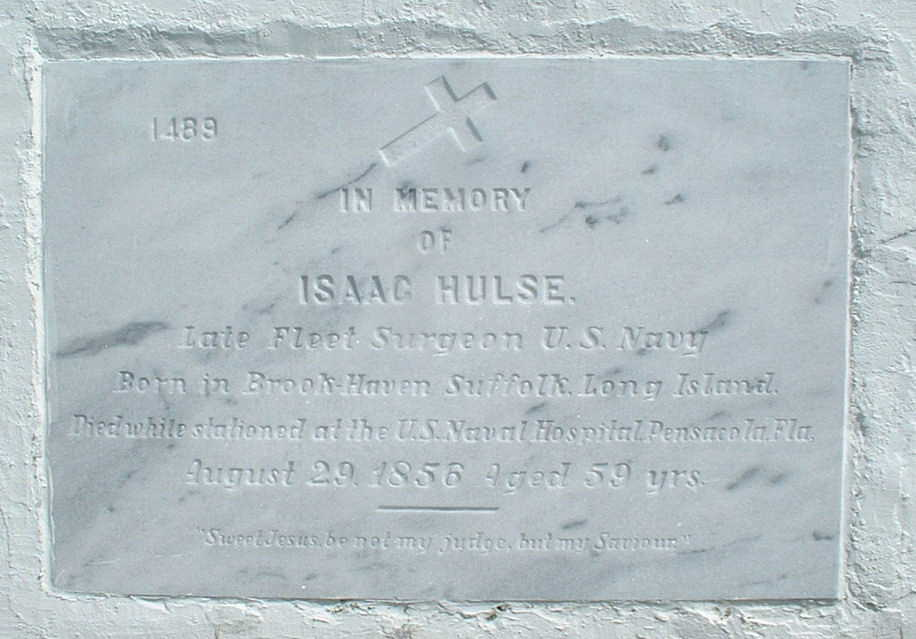
艾薩克·赫爾斯 (1797 - 1856)(Isaac Hulse) 紀念碑

從成立到美國內戰期間，彭薩科拉海軍造船廠廣泛使用奴隸勞工。 1829年5月，彭薩科拉海軍造船廠當月的技工和勞工名單列舉總共87名僱員，其中37名是奴工。 彭薩科拉海軍造船廠是用奴隸勞工建造的。彭薩科拉海軍造船廠的第一任指揮官路易斯‧沃靈頓上校向海軍委員會抱怨「這里工人和技工都不能獲得」。早在1826年4月，沃靈頓就已經請求並獲得僱用奴隸勞工的許可，「我建議優先僱用黑人勞工而不是白人，因為他們更適合這種氣候、不願改變、更容易控制、更溫和，而且更願意做更多的工作。」即使在沃靈頓終於能夠從諾福克獲得熟練的白人技工之後，他還是要求並獲得繼續使用奴役勞工的許可，因為由於不健康的條件和低薪，白人勞工根本不會留在新的海軍基地。結果，彭薩科拉海軍經紀人塞繆爾·奧弗頓（英語：Samuel R. Overton）刊登廣告徵求38名奴工，向當地奴隸主承諾「每月17美元與普通海軍口糧」。在1829年5月的海軍船塢僱員名單上可以找到這位擔保人的名字。 為了減輕奴隸主的擔憂，指揮官威廉·康普頓·博爾頓登廣告表示，奴工可以在造船廠醫院免費獲得醫療服務。 彭薩科拉並並非首先使用奴工，成立於1799年的華盛頓海軍造船廠及不久之後維吉尼亞州的戈斯港造船廠都僱傭奴工。奴隸很快就「構成造船廠的多數僱員。他們幾乎完成所有必需的任務，包括造船和修理、木工、鐵匠、砌磚和一般勞動。」 雖然在彭薩科拉海軍造船廠日誌條目中沒有明確說明，但被奴役的黑人工人被列為「勞工」，而白人工人被歸類為「普通人」。（參見縮略圖：基地日誌條目，1836 年7月1日）。  彭薩科拉的文員薪資名冊單顯示，海軍船廠從彭薩科拉社會的知名人士那裡租用奴隸。 
在整個戰前時期，奴隸仍然是彭薩科拉海軍造船廠勞動力不可或缺的一部分。直到1855年6月，海軍工廠的薪資名冊才列出了155名奴隸。 學者恩尼斯特·迪波 (英語：Ernest Dibble) 在他對彭薩科拉軍事存在的研究下了這樣的結尾：「在彭薩科拉，軍隊不僅是創造當地經濟的最重要的單一力量，也是對彭薩科拉奴隸制蔓延的最重要的單一影響力。」 彭薩科拉的文員薪資名冊單顯示，海軍船廠從彭薩科拉社會的知名人士那裡租用奴隸。 奴工在彭薩科拉海軍造船廠持續存在直到美國內戰。 

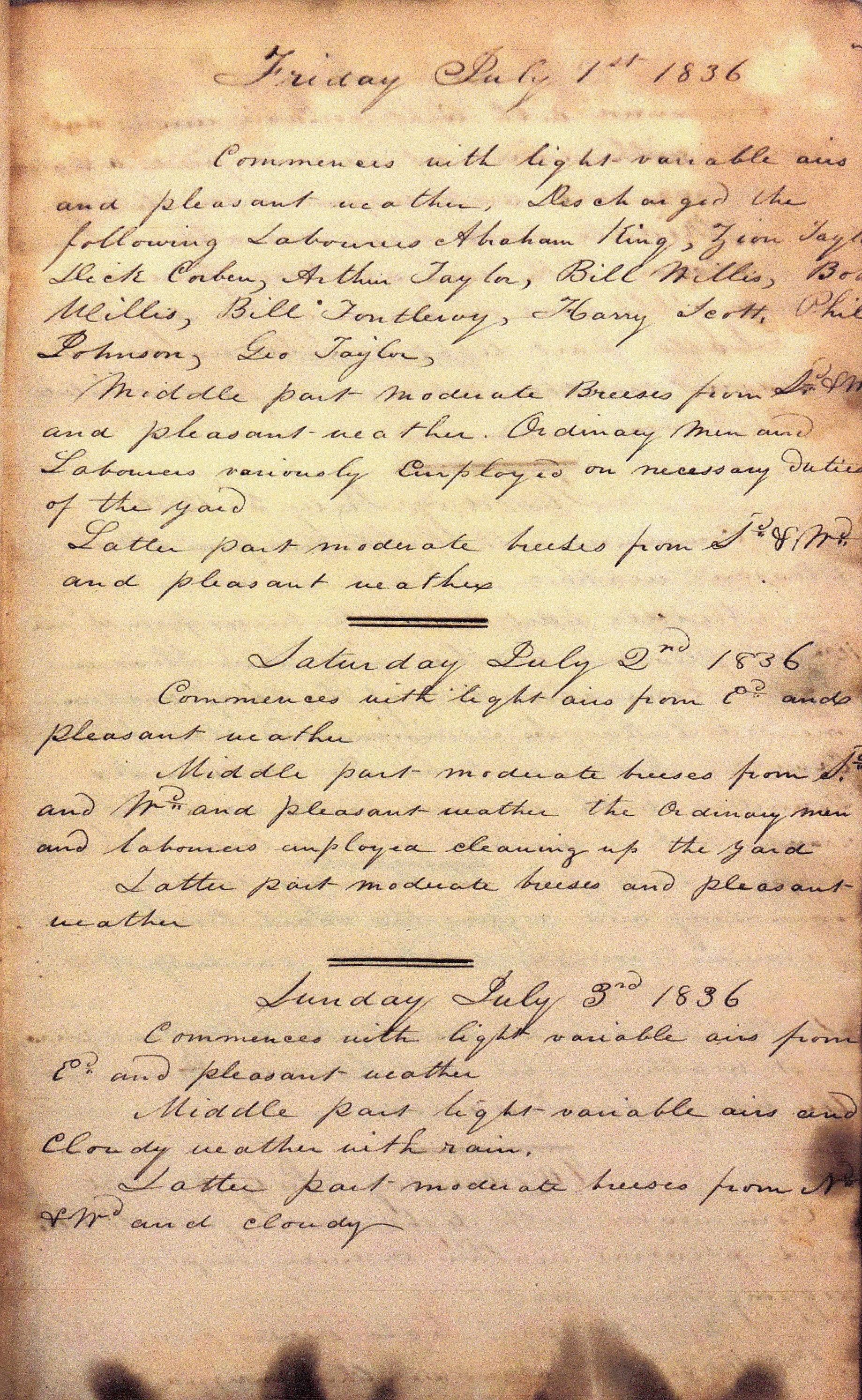
1836年7月1日至3日的彭薩科拉海軍造船廠站日誌條目，1836年7月1日的條目包括被奴役勞工的姓名

1859年8月13日，指揮官詹姆斯·麥金托什(英語：James K. McIntosh)寫信給海軍部部長艾薩克·圖西：「我榮幸地報告，小型風帆戰船彭薩科拉號成功下水……」，「此次下水使彭薩科拉海軍設施成為真正的海軍造船廠。」同年塞米諾爾號接續下水。 
早年，西印度群島分艦隊的駐軍主要負責打擊墨西哥灣和加勒比海的非洲奴隸貿易和海盜活動。美國和英國從1808年起禁止國際奴隸貿易，但走私活動持續了幾十年，尤其是因為古巴和某些南美國家繼續實行奴隸制。

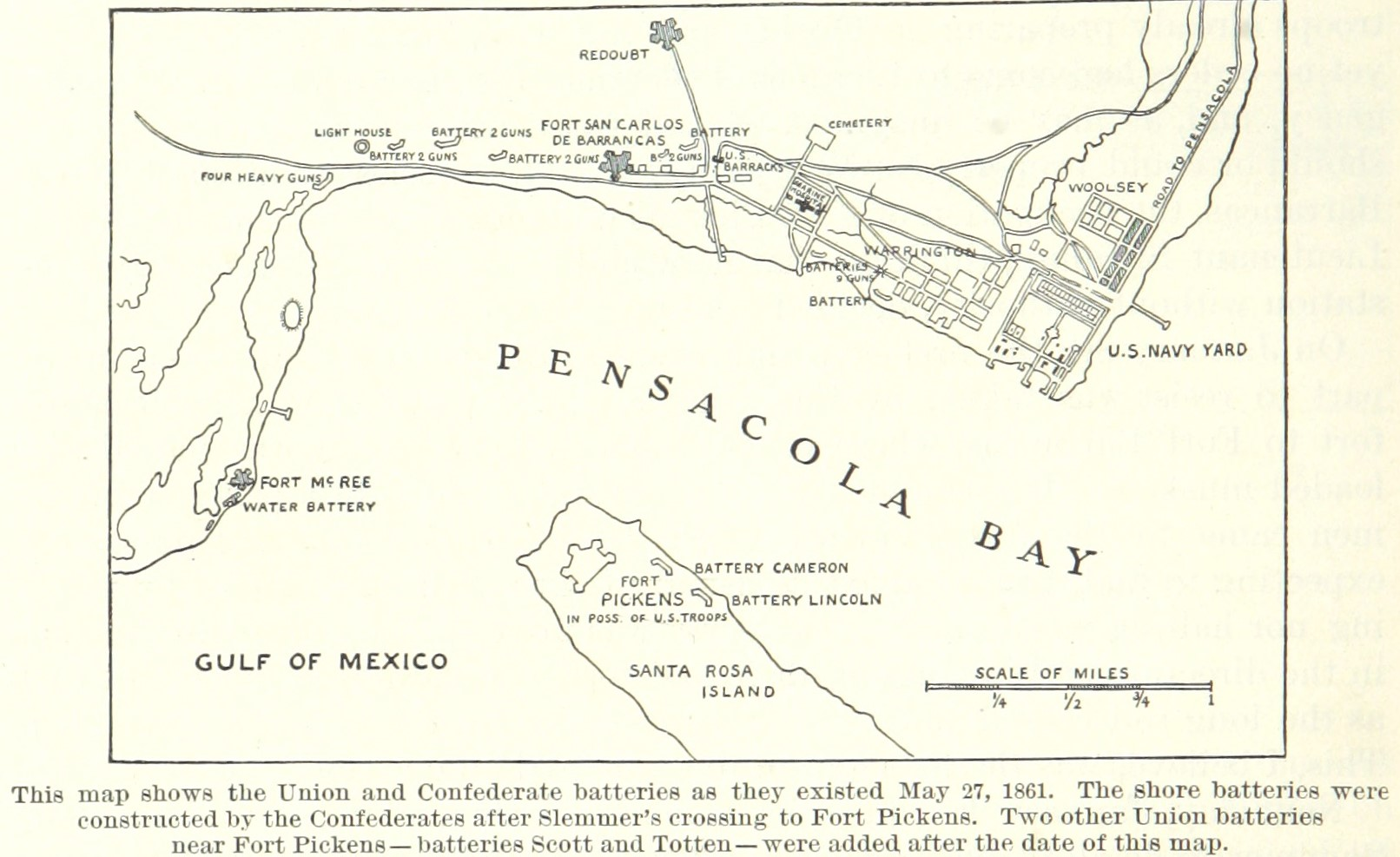
1861年5月27日海軍造船廠附近的堡壘和砲台

1861年1月12日，就在內戰開始之前，沃靈頓海軍造船廠向分離主義者投降。  1862年，當聯邦軍隊佔領新奧爾良時，邦聯軍隊害怕來自西方的攻擊，從海軍基地撤退並將大部分設施夷為平地。當時他們還放棄巴蘭卡斯堡和麥克里堡(英語：Fort McRee)。
戰爭結束後，船廠的廢墟被清理乾淨，開始重建基地的工作。航空基地及現有的許多建築都是在這一時期建造的，包括北大道(North Avenue)上莊嚴的兩層和三層房屋。 1906 年，許多這些新重建的建築被一場巨大的颶風和風暴潮摧毀。
彭薩科拉和巴蘭卡斯堡鐵路建於1870年重建時期，為海軍造船廠提供鐵路服務，並改善與彭薩科拉市的聯繫。該公司1870年2月12日根據佛羅里達州的一項特別法案成立，以改善基礎設施，並於1871年1月30日由國會授予地役權，以通過聯邦海軍造船廠保留地。

### 海軍航空基地（Naval Aeronautical Station）

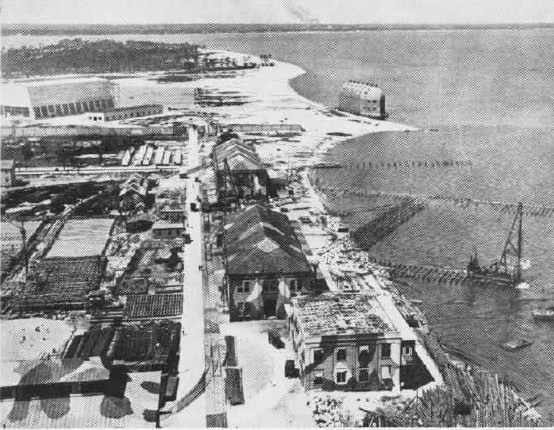
1918年的彭薩科拉海軍航空基地

### 海軍航空基地（）
通過華盛頓·歐文·錢伯斯上校的努力，海軍部意識到海軍航空的可能性。他說服國會在1911-12年頒布的《海軍撥款法案》中加入一項航空發展條款。錢伯斯奉命將他所有的時間都投入到海軍航空。 1913年10月，海軍部長約瑟夫斯‧丹尼爾斯任命一個由錢伯斯上校擔任主席的委員會，負責調查航空需求並制定指導未來發展的政策。委員會最重要的建議之一是在彭薩科拉建立一個航空培訓基地。
1914年1月20日，第11號海軍飛行員亨利·C·馬斯廷少校、第3號海軍飛行員約翰·亨利·塔爾斯上尉和第8號海軍飛行員派翠克·貝林格上尉與來自馬里蘭州安納波利斯海軍航空營的人員和飛機搭乘前戰列艦密西西比號抵達彭薩科拉。 「航空隊由九名軍官、二十三名士兵和七架飛機組成。」 第一次飛行發生在1914年2月2日，由塔爾斯和第7號海军飛行員戈弗雷．謝福利爾少尉執飛。
1917年4月6日美國加入第一次世界大戰時，彭薩科拉仍然是唯一的海軍航空基地，擁有38名海軍飛行員、163名接受航空支援訓練的軍士和54架固定翼飛機。兩年後，到1918年11月簽署停戰協定時，擁有438名軍官和 
5,538名軍士的航空基地已培訓1,000名海軍飛行員。戰爭結束時，水上飛機、飛船和自由風箏氣球被安置在沿著航空基地海灘延伸一英里的鋼製和木製機庫中。
在第一次世界大戰後的幾年裡，航空訓練放緩。每年平均有100名飛行員從為期12個月的飛行課程中畢業。這是在航空學員類別建立之前，軍官只有在至少兩年的海上執勤後才被准許參加飛行訓練課程。學員大多數是美國海軍學院畢業生，而一些預備役軍官和士兵也有大專院校畢業。彭薩科拉海軍航空基地被稱為「空中的安納波利斯」。
基地飛行場於1922年在海軍造船廠的北側創建。擴大後，它於1935年更名為謝福利爾飛行場以紀念戈弗雷‧謝福利爾少校。謝福利爾於1910年從美國海軍學院畢業，1915年11月7日成為第7號飛行員，是早期的海軍飛行員之一。

### 海軍航空基地
隨著1935年學員訓練課程的啟動，彭薩科拉的活動再次擴大。當彭薩科拉的訓練設施無法容納越來越多的海軍錄取的學員時，又有兩個海軍航空基地建立—一個在佛羅里達傑克遜維爾，另一個在德州科珀斯克里斯蒂。（在此期間，南方民主黨在國會中發揮相當大的影響力，因為南方是一黨制地區。民主黨人按資歷佔據關鍵的委員會主席職位，並將許多項目導向他們所在的地區。)
1940年8月，一座更大的以第14號海軍飛行員理查·C·索夫利上尉命名的輔助基地索夫利飛行場加入彭薩科拉海軍基地。 1941年10月，增加第三座飛行場，以海軍第一位飛行員西奧多·戈登·埃利森中校命名的埃利森飛行場。

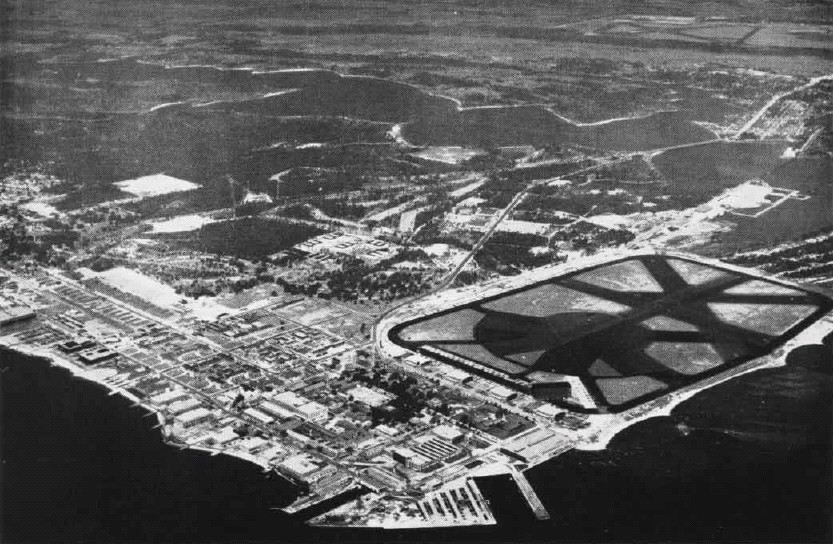
1940年代中期的彭薩科拉海軍航空基地鳥瞰圖。謝福利爾飛行場位於右上角。

隨著二戰的開始，彭薩科拉海軍航空基地再次成為空中訓練活動的中心。彭薩科拉海軍航空基地再次擴張，每月培訓1,100名學員，是1920年代每年培訓人數的11倍。時任參議員拉爾夫·歐文·布魯斯特的聲明強調彭薩科拉海軍航空基地從10個帳篷成長為世界上最大的海軍航空中心：「二戰期間海軍航空兵的發展是現代世界的奇蹟之一。」 1942年，彭薩科拉海軍航空基地的海軍飛行員被要求在埃格林空軍基地訓練空襲東京的機組人員，以便他們駕駛B-25米切爾型轟炸機從航空母艦起飛。亨利·米勒（Henry Miller）海軍上尉監督他們的起飛訓練並陪同機組人員前往東日本海域。由於他的努力，米勒上尉被認為是突擊團隊的名譽成員。 
在韓戰期間，軍方陷入從螺旋槳飛機到噴氣式飛機的過渡之中。航空基地不得不修改其課程和培訓技術。彭薩科拉海軍航空基地從1950年到1953年訓練了6,000名飛行員。
福雷斯特·謝爾曼飛行場於1954年在彭薩科拉海軍航空基地西側啟用。這個噴氣式機場以已故海軍上將福雷斯特·謝爾曼的名字命名，他曾任海軍作戰部長。此後不久，美國海軍飛行表演中隊美國海軍藍天使特技飛行隊從德州聖體海軍航空基地搬遷過來。
飛行員訓練要求向上提升以滿足越南戰爭的需求，越南戰爭佔據1960年代和1970年代的大部分時間。從1962年在美國以任何實質性方式進入戰爭之前的1,413人的低點開始，1968年有2,552名飛行員畢業。

### 海軍航空倉庫
從海軍航空在彭薩科拉的初期發展，基地就有一個飛機維修設施。最初稱為建造和修理部（英語：Construction and Repair Department），1923年更名為裝配和修理部（英語：Assembly and Repair Department），1948年更名為翻修和修理部（英語：Overhaul and Repair Department）。1967年，彭薩科拉海軍航空基地以及其他五個海軍和一個海軍陸戰隊航空基地的設施地位改為單獨的司令部，每個司令部都稱為海軍航空重工設施（英語：Naval Air Rework Facility），並依指示向美國海軍航空系統司令部報告而非航空基地指揮官。沿著基地南緣的前水上飛機機庫以及謝福利爾飛行場的大型建築被用於飛機大修。彭薩科拉海軍航空基地被指定為A-4天鷹式攻擊機重工場地。
1987年，海軍航空倉庫取代翻修和修理部的名稱，以更準確地反映其業務範圍。根據1993年基地調整與關閉委員會的建議，三個海軍航空基地包括彭薩科拉的海軍航空倉庫被關閉，航空基地中涉及這些任務的大部分建築物都被夷為平地。 

### 海軍攝影學校（Naval Photography School）

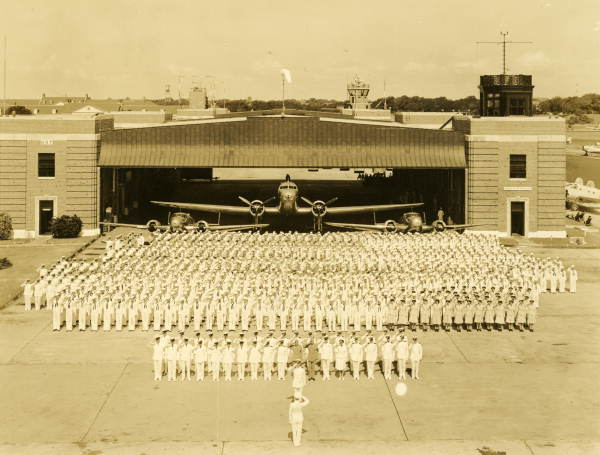
1944年7月29日對彭薩科拉海軍航空基地海軍攝影學校的月度檢查。約瑟夫·詹尼·斯坦梅茨攝。

海軍攝影學校位於彭薩科拉海軍航空基地。 海軍攝影學校對海軍陸戰隊和海岸警衛隊的學生進行軍職學徒培訓學校（A 校）、軍職職業培訓學校（C 校）和特殊課程（偵察、新聞攝影等）的培訓。它位於1500大樓。1500大樓現在是基地總部以及收藏了學校的各種物品一個小型博物館。霍華德·齊夫曾在那裡學習攝影。 

### 近代史

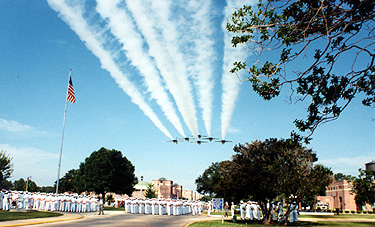
空中分列與列隊的海員

1971年，彭薩科拉海軍航空基地被選為海軍教育和訓練主管（英語：Chief of Naval Education and Training）的總部。這是一個新的司令部，結合對所有海軍教育和訓練活動及組織的指導和控制。海軍航空基礎訓練司令部被海軍航空訓練司令部吸收，搬到德州聖體海軍航空基地。 2003年，海軍教育和訓練主管被海軍教育訓練司令部取代（英語：Naval Education and Training Command）。 
海軍航空學校司令部（英語：Naval Aviation Schools Command）也位於彭薩科拉海軍航空基地。該司令部管轄以下學校：
- 航空空勤士兵培訓學校（英語：Aviation Enlisted Aircrew Training School），也被稱為海軍空勤人員候補學校 （英語：Naval Aircrew Candidate School）
- 海軍航空技術培訓中心（英語：Naval Aviation Technical Training Center），由「A」級學校組成，用於培訓各種航空支援學科的士兵，包括：地面支援設備操作員、航空軍械、飛機動力裝置機械師、固定和旋翼結構機身機械師、航空電子技術人員、飛機電工、航空指揮和控制電子維修人員、遠征機場建設人員、空中交通管制員、飛行設備技術人員、入伍機組人員和降落傘裝配工。海軍人員和美國海軍陸戰隊都參加這些學科的課程。受訓或教授上述課程的彭薩科拉海軍陸戰隊隊員，隸屬海軍陸戰隊第23空中訓練支援大隊（英語：Marine Air Training Support Group），該大隊由2個航空維修中隊（英語：Aviation Maintenance Squadron）組成。
- 機組人員資源管理（英語：Crew Resource Management）
- 美國海軍和海軍陸戰隊航空安全學校（英語：U.S. Navy and Marine Corps School of Aviation Safety）

海軍航空學校司令部之前還負責監督航空軍官候補學校，直到該學程於2007年解散並併入羅德島州紐波特海軍教育訓練中心的軍官培訓司令部（英語：Officer Training Command）下的軍官候補學校（英語：Officer Candidate School）。
在埃斯坎比亞縣和聖羅莎縣的彭薩科拉海軍綜合體僱傭16,000多名軍事人員和7,400名文職人員。
在 2005 年基地重新調整和關閉期間，佛羅里達州的人們和海軍擔心彭薩科拉海軍航空基地可能會因為2004年底颶風伊凡造成的廣泛破壞關閉，儘管它是海軍樞紐地位。基地的幾乎所有建築物都遭受嚴重破壞，基地的東南部綜合體幾乎被完全摧毀。主要軍營謝福利爾樓直到2005年1月下旬，也就是風暴過後四個月才重新開放。 2005年5月13日，彭薩科拉海軍航空基地和另一個被伊凡颶風摧殘位於佛羅里達州西北部的軍事基地不在基地重新調整和關閉的名單上。他們的設施獲得重建。

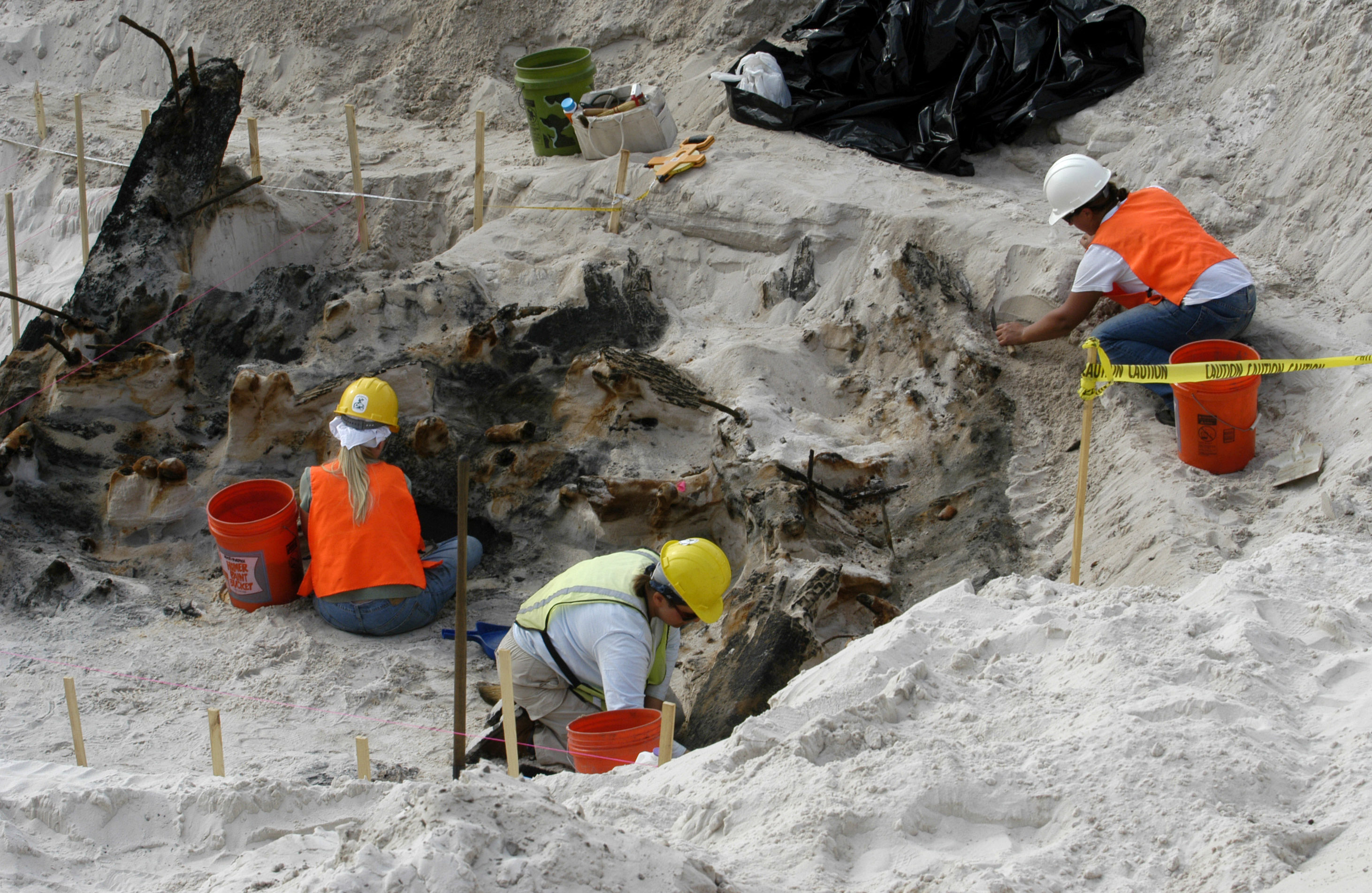
考古學家在彭薩科拉海軍航空基地的海灘上檢查16世紀沉船的殘骸

2006年5月，海軍建築人員在考古發掘中發現了一艘西班牙船隻。它可以追溯到16世紀中葉。這艘船的殘骸是在重建基地被颶風伊凡摧毀的救援游泳學校時發現的。 
2010年3月3日，在海軍調查涉嫌不當行為後，基地指揮官小威廉·里維（William Reavey Jr.）上校被免職。里維被克里斯托弗·普盧默（Christopher Plummer）上校取代。 

### 美國空軍駐彭薩科拉海軍航空基地部隊
彭薩科拉海軍航空基地是空軍教育和訓練司令部第479飛行訓練大隊的所在地。第479飛行訓練大隊由第451飛行訓練中隊、第455飛行訓練中隊和第479作戰支援中隊（英語：479th Operations Support Squadron）組成。第479飛行訓練大隊是德州倫道夫空軍基地第12飛行訓練聯隊的一部分，但學生資訊和文件通過佛羅里達廷德爾空軍基地處理，當他們在彭薩科拉海軍航空基地訓練的時候。隨著專業本科導航員培訓 (Specialized Undergraduate Navigator Training) 的撤消和 T-43 山貓從第12飛行訓練聯隊的主要操作中退役，第479飛行訓練大隊承擔了重新命名的本科戰鬥系統官培訓 (英語：Undergraduate Combat System Officer Training) 的責任，訓練未來的戰鬥系統官。第479飛行訓練大隊在彭薩科拉海軍航空基地使用 T-6A 德州人 II和 T-1A 松鴉鷹。
彭薩科拉海軍航空基地也是第359訓練中隊第1分隊的所在地，是佛羅里達州埃格林空軍基地第359訓練中隊的地理分離單位，隸屬於德州謝潑德空軍基地的第82訓練聯隊。這所學校為美國空軍的士兵提供低可觀測飛機結構維護、非破壞性檢查和飛機結構維護的技術培訓。第359訓練中隊第1分隊每年約有1200名學生畢業。
美國空軍第66訓練中隊第2分隊（位於仙童空軍基地的第336訓練大隊生存、躲避、抵抗和逃生學校的地理分離單位）位於彭薩科拉海軍航空基地，專門用於機組人員空降水上的生存培訓，但於2015年8月搬遷到仙童空軍基地。 

## 事件

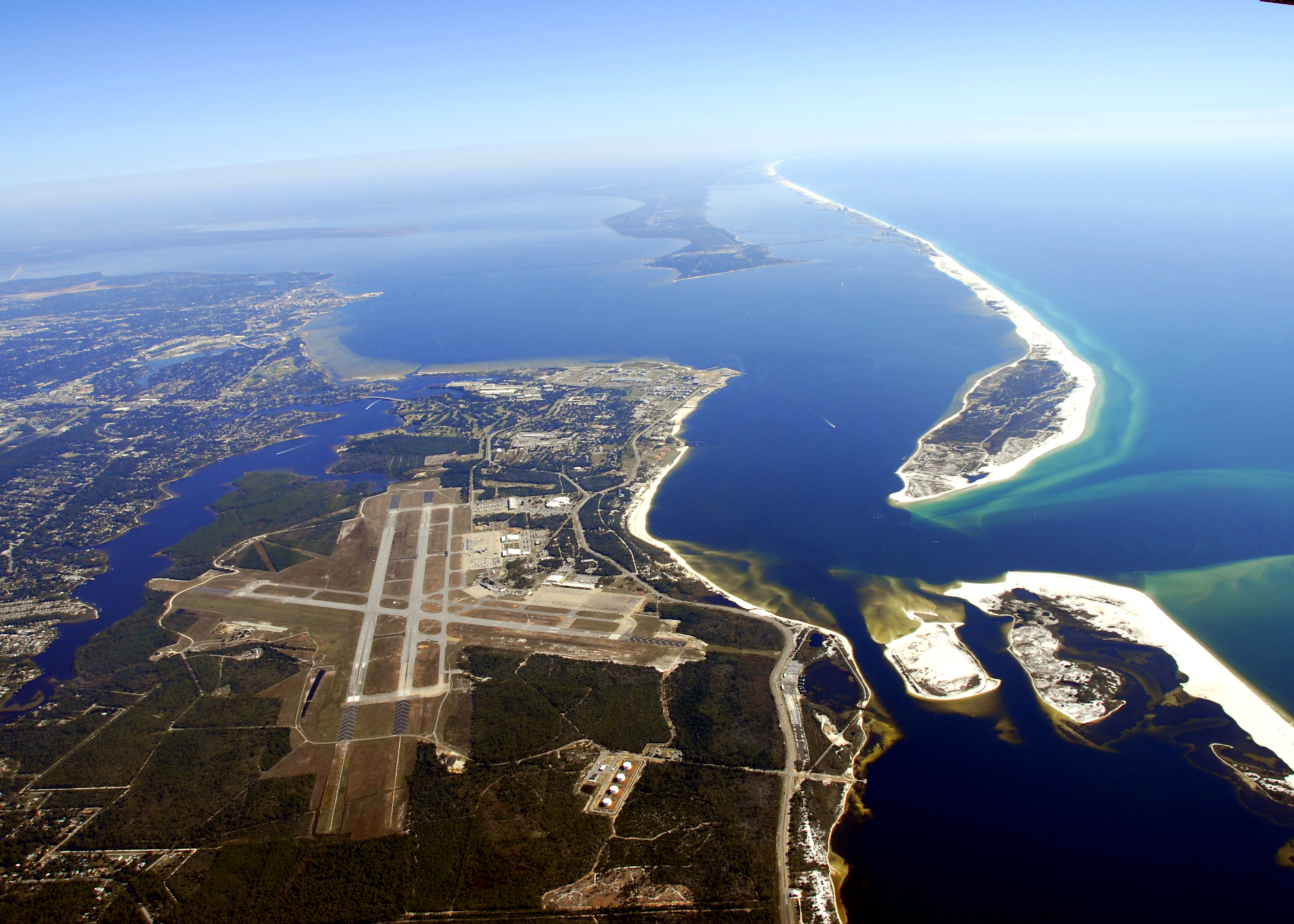
彭薩科拉海軍航空基地的俯瞰图

1939年2月20日，一个由12架美国海军飞机组成的中队「快速战舰」从例行训练返回彭萨科拉海军基地途中，发现一场被描述为該地區有史以來最嚴重的大霧籠罩墨西哥湾沿岸。最後八架飞机失踪，两名飞行员丧生。三架由教官驾驶的飞机和另一架飞机由无线电導引改道，飞越濃雾安全降落在阿拉巴马州格林维尔及阿特莫尔。
六名海军飞行学員在黑暗中跳伞，并在第一次跳伞中安全着陆。他们的飞机墜毀无法修复。在基地接受训练的巴西海军飞行员普萊希爾(G. F. Presser)上尉坠毁在科里飛行場遇难。他的飞机着火了。雾气太濃烈以致飛行場的地勤人員根本看不到飛機燃燒的强烈火光。第二天早上，美国海军奧斯特格倫上尉(N. M. Ostergren)於麥克大衛附近坠毁的飞机上被发现死亡。官员们表示，这八架飞机的残骸是基地第二大损失。他们拒绝估计它们的价值，但當地的航空界人士表示，这些飛機每架的成本从18,000美元到20,000美元不等。1926年，一场飓风摧毁了地面上的飞机、机库和其他设备，总损失约为1,000,000美元。 
涉事飞机均为波音F4B-4战斗机，包括：BuNos. A9014，A9040，9242，9243，9258，和9719。 
2019年12月6日，发生恐怖袭击造成 3 人死亡，多人受伤。袭击者被执法人员开枪擊斃。 
这是自9/11事件以来在国外策划第一次在美国本土发生的致命恐怖袭击。 